# Hesperinidae
De Hesperinidae zijn een familie uit de orde van de tweevleugeligen (Diptera), onderorde muggen (Nematocera). Wereldwijd omvat deze familie zo'n 2 genera en 10 soorten.